# Pangantucan
Pangantucan (Bayan ng Pangantucan) är en kommun i Filippinerna. Kommunen ligger på ön Mindanao, och tillhör provinsen Bukidnon. Folkmängden uppgår till 43 202 invånare.

## Barangayer
Pangantucan är indelat i 19 barangayer.
| - Adtuyon - Bacusanon - Bangahan - Barandias - Concepcion - Gandingan - Kimanait - Kipadukan - Langcataon - Lantay | - Madaya - Malipayon - Mendis - Nabaliwa - New Eden - Payad - Pigtauranan - Poblacion - Portulin |